# ويزلي دي رويتر
ويزلي دي رويتر (بالهولندية: Wesley de Ruiter)‏ هو لاعب كرة قدم هولندي في مركز حراسة المرمى، ولد في 13 يناير 1986 في لايدن في هولندا. شارك مع منتخب هولندا تحت 21 سنة لكرة القدم. أما مع النوادي، فقد لعب مع آر كي سي فالفيك ودين بوستش ونادي أوترخت ونادي إكسلسيور ونادي إيمن.

## وصلات خارجية
- ويزلي دي رويتر على موقع قاعدة بيانات كرة القدم.إي يو (الإنجليزية)
- ويزلي دي رويتر على موقع Soccerway.com (الإنجليزية)
- ويزلي دي رويتر على موقع عالم كرة القدم.نت (الإنجليزية)